# إيمرسون هارت
إيمرسون هارت (بالإنجليزية: Emerson Hart) هو مغني وكاتب أغاني أمريكي، ولد في 21 يوليو 1969 في واشنطن في الولايات المتحدة.

## وصلات خارجية
- الموقع الرسمي
- إيمرسون هارت على موقع IMDb (الإنجليزية)
- إيمرسون هارت على موقع ميوزك برينز (الإنجليزية)
- إيمرسون هارت على موقع أول ميوزيك (الإنجليزية)
- إيمرسون هارت على موقع ديسكوغز (الإنجليزية)